# Religioni in Costa d'Avorio
Le religioni più diffuse in Costa d'Avorio sono l'islam e il cristianesimo, ma sulla consistenza dei gruppi religiosi vi sono stime diverse. Il censimento del 2014 presenta un rilevante margine d'incertezza, perché il 20% della popolazione non ha risposto alla domanda sulla religione; tra coloro che hanno risposto, il 50% ha dichiarato di essere musulmano, il 41% di essere cristiano e il 5% di seguire le religioni africane tradizionali, percentuali che riferite alla popolazione totale corrispondono rispettivamente al 42%, al 34% e al 4% della popolazione totale. Una stima del 2015 dell'Association of Religion Data Archives (ARDA) ha dato i musulmani al 41,7% della popolazione, i cristiani al 37,8% della popolazione e le religioni indigene tradizionali al 19,6% della popolazione; lo 0,4% circa della popolazione non segue alcuna religione e lo 0,5% circa della popolazione segue altre religioni. Altre stime danno i cristiani al 46,2% della popolazione e i musulmani al 40,2% della popolazione; l'8% della popolazione seguirebbe le religioni africane tradizionali, il 3,6% della popolazione seguirebbe altre religioni e il restante 2% della popolazione non seguirebbe alcuna religione. I musulmani comunque prevalgono nella parte nord del Paese, i cristiani nella parte meridionale.

## Religioni presenti

### Islam
La maggioranza dei musulmani della Costa d'Avorio è sunnita e segue la corrente malikita. È presente anche una minoranza di ahmadiyya e di seguaci del sufismo.

### Religioni africane
Le religioni africane tradizionali basate sull'animismo sono ancora presenti in Costa d'Avorio soprattutto nelle zone rurali. Le credenze religiose indigene differiscono da un'etnia all’altra, ma presentano alcune caratteristiche comuni. In genere la maggior parte dei gruppi indigeni crede in un essere supremo, in divinità intermedie e negli spiriti, che possono essere buoni e cattivi e intervenire nella vita delle persone. La venerazione degli spiriti degli antenati è molto popolare. Le pratiche religiose tradizionali vengono seguite anche da individui che si identificano con l'islam o il cristianesimo.

### Altre religioni
In Costa d'Avorio sono presenti piccoli gruppi di seguaci del bahaismo, del buddhismo, dell'induismo, del sikhismo, dell'ebraismo e dei nuovi movimenti religiosi.